# ولی‌آباد (دماوند)
ولی‌آباد (دماوند)، روستایی از توابع بخش رودهن شهرستان دماوند در استان تهران ایران است.

## جمعیت
این روستا در دهستان مهرآباد قرار دارد و براساس سرشماری مرکز آمار ایران در سال ۱۳۸۵، جمعیت آن زیر سه خانوار بوده‌است.